# Einheitslok
Einheitslok (нем. Einheitslokomotive, Einheitslok — Стандартизованый локомотив) — общее название Германских паровозов, строившихся после 1925 года по указанию дирекции Deutsche Reichsbahn, а также электровозов после 1952 года для Deutsche Bundesbahn. Такие локомотивы строились, различными заводами, расположенными в разных частях Германии, как правило, большими партиями. Примерами таких локомотивов являются паровозы BR 01 и BR 41, электровозы BR 110 (E 10) и BR 140 (E 40).